# Анна Павлова (фильм)
«А́нна Па́влова» — советский фильм режиссёра Эмиля Лотяну о жизни русской балерины Анны Павловой (существует также пятисерийная телеверсия фильма).
В главной роли — актриса Галина Беляева. В 1984 году фильм номинировался на Государственную премию СССР.

## Сюжет
История жизни Анны Павловой — прославленной русской балерины начала XX века. О том, как маленькая девочка мечтает стать балериной и её мечты сбываются. О её самоотверженном служении искусству и личной драме, о её сотрудничестве с реформаторами балета Фокиным и Нижинским, Дягилевым. Анна Павлова умерла в Гааге в возрасте 49 лет. Телеверсия фильма состоит из пяти новелл: «Улица Росси», «Неумирающий лебедь», «Тюльпаны и одиночество», «Сны о России», «Прикосновение к закату». Фильм вначале был выпущен в кинопрокат в двух сериях в 1983 году, в 1986 году вышел пятисерийный телевариант.

## В ролях
- Галина Беляева — Анна Павлова
- Валентина Ганибалова — Анна Павлова в танце
- Лина Булдакова — Анна Павлова в детстве
- Сергей Шакуров — Михаил Фокин
- Всеволод Ларионов — Сергей Дягилев
- Михаил Крапивин — Вацлав Нижинский
- Игорь Скляр — Сергей Лифарь
- Джеймс Фокс — Виктор д’ Андре
- Светлана Тома — Любовь, мать Анны Павловой
- Наталья Фатеева — Матильда Кшесинская
- Пётр Гусев — Мариус Петипа
- Жак Дебари - Камиль Сен-Санс, композитор
- Георге Димитриу - Энрико Чекетти
- Джон Мюррей - Сол Юрок
- Брюс Форсайт - Альфред Батт
- Анатолий Ромашин — Александр Бенуа
- Ион Шкуря - Штайер, дирижер
- Светлана Светличная — Маша
- Игорь Дмитриев — Лев Бакст
- Леонид Марков — генерал Безобразов
- Виктор Сергачев — Теляковский, директор Императорских театров
- Тийт Хярм - Александр Волинин, партнер Анны
- Валентина Решетникова — Екатерина, педагог-репетитор
- Валерий Бабятинский — великий князь
- Всеволод Сафонов — барон Фредерикс
- Алкис Критикос - Альберт д' Андре, брат Виктора
- Григоре Григориу — Михаил Мордкин
- Рой Киннир — лондонский садовник
- Мартин Скорсезе — Гатти-Кассаза
- Владимир Привалов - управляющий строительством моста
- Мирче Соцки-Войническу - мексиканский телеграфист

Скорсезе, будучи другом продюсера фильма Майкла Пауэлла, снялся в фильме во время двухнедельного пребывания в Москве.

## Съёмочная группа
- Автор сценария: Эмиль Лотяну
- Режиссёр: Эмиль Лотяну
- Оператор: Евгений Гуслинский, Владимир Нахабцев
- Художник: Борис Бланк
- Композитор: Евгений Дога
- Монтажёр: Ирина Колотикова, Елена Галкина
- Костюмы: Ганна Ганевская
- Продюсер: Майкл Пауэлл

## Премии
- Главный приз за лучший совместный фильм и приз за значительный вклад в киноискусство на МКФ в Оксфорде в 1984 году